# Roberto Bravo
Roberto Alejandro Bravo González (Santiago, 25 de agosto de 1943) es un pianista chileno de música popular y clásica.

## Biografía
Roberto Bravo nació en Santiago, Chile, el 25 de agosto de 1943. Su padre, quien llevaba su mismo nombre Roberto Bravo, era ingeniero. Mientras que su madre, Marina González, era pianista y a la vez dueña de casa. A la edad de tres años interpretó sus primeras melodías en piano. Su madre se percató que Roberto tenía buen oído. Por lo que a la edad de cuatro años, su madre lo llevó a un concurso de talentos en la Radio Minería, con Raúl Matas. A la edad de siete años, inició su formación musical en el Conservatorio Nacional de Santiago con el maestro alemán Rudolf Lehmann (quien fue discípulo de Claudio Arrau). Después de varios años de estudio, Lehmann recomendó que Roberto Bravo viajara a Nueva York para poder ser escuchado por el maestro Claudio Arrau para que comprobara si valía la pena que Roberto Bravo realizara una carrera profesional de pianista. En 1959, cuando Roberto Bravo tenía quince años de edad viajó a Nueva York junto con Rudolf Lehmann para visitar a Claudio Arrau. Cuando Bravo y Lehmann llegaron a Nueva York, el taxi que los llevaría a la casa de Claudio Arrau sufrió un retraso, por lo que al llegar a la casa del pianista ya era demasiado tarde, lo que llevó a no poder realizarse una clase de piano, igualmente Roberto tuvo alrededor de ocho clases de piano en tres meses. Luego de varias clases, Claudio Arrau afirmo que valía la pena que Roberto realizara una carrera profesional de pianista. 

### Estudios en Europa
En 1960 Roberto Bravo con 16 años de edad participó en un Concurso Nacional de Piano Chopin, organizado por el Instituto Chileno-Polaco de Cultura en la Sala América de la Biblioteca Nacional de Chile. Roberto ganó el concurso lo cual le permitió representa a Chile en el Concurso Internacional de Piano Frédéric Chopin de 1965. A pesar de que no ganó el concurso, igualmente consiguió una beca de dos años para estudiar en el Conservatorio de Varsovia con la profesora Margarita Trombini-Kazuro. Después de comenzar sus estudios, recibió ayuda del ministro de relaciones exteriores de Chile Gabriel Valdés para poder seguir sus estudios en Europa. Durante este tiempo, tuvo la oportunidad de tocar en la casa de Frederic Chopin en Zelazowa Wola (a 40 kilómetros de Varsovia)
Después de finalizar sus estudios en Varsovia, tenía cuatro opciones para seguir sus estudios: La primera era ir a tocar en Reino Unido en el British Council. La segunda era estudiar en París con la pianista brasileña Magda Tagliaferro. La tercera era estudiar en Londres con Clifford Curzon. La cuarta y última era volver a estudiar en Nueva York con Claudio Arrau. A pesar de estas alternativas, Roberto Bravo prefirió seguir sus estudios en el Conservatorio de Moscú. Esto se debe a una conversación que tuvo con los ganadores del Concurso Internacional de Piano Frédéric Chopin de 1965. Roberto Bravo tuvo la oportunidad de hablar con Martha Argerich y Arthur Moreira Lima. Este último le sugirió a Roberto estudiar en el Conservatorio de Moscú "Roberto, Moscú es el lugar para nosotros los latinoamericanos, tenemos talento, temperamento, fantasía, imaginación, pero no tenemos disciplina. Va a ser duro, ándate para alla. Tienes dos opciones: O te quiebras o sales para adelante".
Cuando postuló en unos de los 500 puestos para estudiar en el Conservatorio de Moscú, debía completar un examen en dos meses y medio para poder ingresar. El mismo rector del establecimiento advirtió a Roberto de que en caso de que fallara en el examen tendría que volver inmediatamente a Chile: “Acá no queremos turistas”. Lo primero que llamó la atención de Roberto Bravo fue el ambiente competitivo del Conservatorio y el alto nivel pianístico de los rusos. Tras de varias semanas de estudio Roberto aprobó el examen. Después de aprobar el examen consiguió una beca de tres años y medio para estudiar en el conservatorio. Tuvo su primera clase con la profesora Olga Yukova, Cuando Roberto estaba preparando sus partituras en el piano, su maestra las quitó inmediatamente y le comentó que estaba completamente prohibido usar partituras en el Conservatorio y que todo el estudio era completamente de memoria. La única obra que pudo estudiar Roberto con partituras fue la Sonata Alban Berg Op. 1. También estudió con el maestro Alexis Nasedkin. Durante sus estudios en Moscú fue donde conoció a Eva Graubin, quien se convirtió en su primera esposa y la única con la quien tuvo un hijo el cual fue llamado Roberto Bravo Graubin
Después de finalizar sus estudios en Rusia Roberto se mudó a Londres donde vivió 15 años y tuvo clases con la maestra Maria Curcio.

### Roberto Bravo y Víctor Jara
En julio de 1973, Roberto Bravo se preparaba para dar un concierto en el Teatro Municipal de Lima junto a la Orquesta Sinfónica Nacional del Perú bajo la dirección de Carmen Moral. Cuando Roberto llego a Perú le contaron algunos conocidos que el día anterior de su concierto un artista chileno estaría cantando en el teatro. Por eso, un día antes del concierto, Roberto ingresó al teatro donde vio a un cantante chileno con guitarra vestido con un poncho negro quien era Víctor Jara cantando el tema «Luchín». Cuando Roberto se sentó a escuchar a Víctor Jara lo invadió una sensación de ternura por la voz de Víctor. Poco después, Bravo saludó a Jara en el camarín del teatro el cual en ese momento se encontraba lleno de estudiantes que querían saludar a Víctor. Ese mismo día Víctor Jara partía a dar un concierto en Machu Picchu por lo que Roberto y Víctor se pusieron de acuerdo para verse de nuevo en Santiago de Chile. Tiempo después, Roberto Bravo tuvo un concierto en el Instituto de la República Democrática Alemana en Santiago donde pudo reencontrarse con Víctor Jara. Pero el concierto fue cancelado, ya que el piano no llegó debido a una huelga de camioneros. Es en ese momento donde Roberto invita a Víctor a visita la casa de su madre Medina en La Reina. Al llegar a la casa, la madre de Roberto recibió alegremente a Víctor diciéndole que tenían una guitarra en la casa por si quería cantar algo, lo cual no le fue de mucho agrado a Roberto. “Mi mamá le dijo que tenía guitarra en la casa y si podía cantar. Yo me enojé y le dije: ‘Por favor, no es bueno eso cuando uno llega a una casa y dicen tenemos un piano, toca algo. Pero Víctor se lo tomó en forma muy risueña. Me dijo: ‘Roberto, no te preocupes, te tengo un trueque. Yo canto tres canciones y tú tocas un pedacito de los Cuadros de una exposición de Músorgski que no te pude escuchar en vivo’. Entonces ahí mismo, Víctor cantó para mi mamá y mi hermano Te recuerdo Amanda, Luchín, El derecho de vivir en paz y la Plegaria a un labrador”. Después de ese encuentro, Víctor y Roberto se despidieron con un abrazo y fue la última vez que se vieron.

### Conciertos y presentaciones
A lo largo de su carrera, ha ofrecido conciertos en escenarios tales como el Carnegie Hall, el Place des Arts, la Salle Gaveau (París), el Schauspielhaus, el Kennedy Center (Washington), el Palacio de Bellas Artes, el Palacio de la Música Catalana, el National Theatre, el Glenn Gould (Toronto), el National Arts Centre (Ottawa) o el Centro Teresa Carreño (Caracas).
Roberto Bravo ha tocado con la Orquesta Sinfónica de Berlín, la Royal Philharmonic Orchestra, la Orquesta Sinfónica de Melbourne (Australia), la Orquesta Sinfónica del Estado de São Paulo, la Orquesta Sinfónica Nacional del Ecuador, la Orquesta Sinfónica Nacional del Perú, y la Orquesta Sinfónica Nacional de Chile.
También ha grabado para radio y televisión, entre ellos la BBC de Londres, la Radio Nacional de España, la Radio France Musique y la ABC de Australia, entre otras. De sus grabaciones destaca el Concierto para Piano en La Menor de Grieg y el Concierto para Piano n.º 1 de Beethoven con la Royal Philharmonic Orchestra como también, obras para piano de Franz Liszt, Frédéric Chopin, Robert Schumann, grabaciones de compositores españoles y latinoamericanos, además de música popular chilena y latinoamericana. 
En 1988 da un giro a su carrera, empezando a interpretar y grabar música popular con su serie de discos Para Mis Amigos, publicados por el Sello Alerce. En ellos interpreta canciones de Víctor Jara, Violeta Parra, Silvio Rodríguez y Pablo Milanés.
El gobierno del presidente chileno Patricio Aylwin lo distinguió en 1990 como «Embajador Cultural Honorario». En 1995 recibió en Chile, el Premio Nacional de la Paz, y ese mismo año el Gobierno de Túnez le distinguió con la Ordre Commendateur des Arts.
En 2003 fundó y fue el primer Director del Conservatorio de Música de la Universidad Mayor en Santiago de Chile, cargo que desempeñó hasta 2008. Luego desempeñó otros cargos, tales como Artista en Residencia del programa de Artes Liberales de la Facultad de Comunicaciones de la Universidad Andrés Bello entre 2009 y 2010 en Santiago también.
El año 2018 fue publicada la biografía Roberto Bravo. La Música como puente entre el Cielo y la Tierra, escrita por Marcelo Rodríguez Meza; en ella se incluye un catálogo completo de su producción musical, bibliografía, hemerografía y críticas musicales.
En 2018, la Universidad Tecnológica Metropolitana de Chile, le confirió el grado de Doctor Honoris Causa.  
En 2023 recibió el Premio a la Música Nacional Presidente de la República en la categoría de música docta.

## Obra social y apoyo humanitario

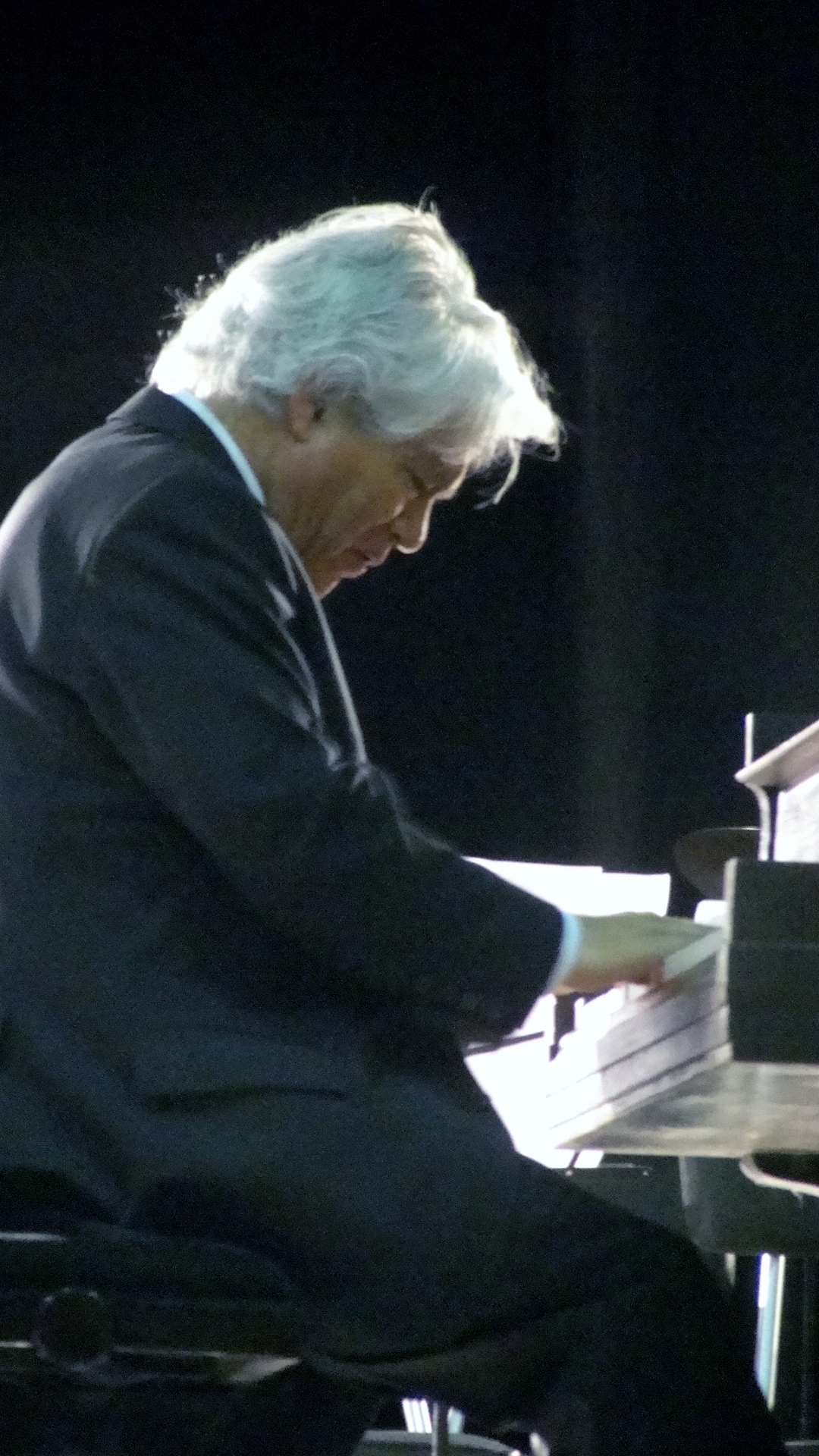
Roberto Bravo (2011).

También se ha destacado por su ayuda a talentos jóvenes; junto a diversas personalidades nacionales crearon la «Fundación Roberto Bravo» con el propósito de ayudar a través de becas, cursos y seminarios a los jóvenes talentos musicales de Chile sin recursos financieros. Un ejemplo de ello es la pianista chilena Mahani Teave, quien fue descubierta por Roberto Bravo a los 9 años. No sólo ha ayudado a los jóvenes talentos musicales con apoyo para sus clases, sino que él también hace clases a nuevos talentos; a su vez, ofrece regularmente cursos y master-classes en universidades de los Estados Unidos y en conservatorios Europeos. 
Bravo vio de cerca el drama del terremoto en Haití, cuando uno de sus alumnos estuvo varios días desaparecido. A causa de esto, el gran terremoto de febrero de 2010 le impactó profundamente, llevando a cabo memorables recitales en las ciudades de Santa Cruz y Constitución post-terremoto junto a otros grandes artistas, tales como la pianista rusa Victoria Foust. También con la tragedia de los 33 mineros, organizó un concierto en el campamento que se levantó con los mineros aún enterrados a más de 600 metros de profundidad; a palabras del propio pianista, ese fue el escenario más importante de su vida, mucho más que el Carnegie Hall, o cualquier otro gran teatro. En los últimos años, también se ha desempeñado en una profunda labor promotora de la cultura y el arte, inaugurando diversos teatros y centros culturales, por ejemplo el Teatro Municipal de Copiapó o el de San Javier; o apoyando Forums Culturales, inauguró el monumento a la Cultura Chinchorro en Arica; participó y promovió el Ciclo Grandes Pianistas del Teatro Municipal de Santiago, en Estados Unidos, en las ciudades de Washington D.C, Atlanta y Miami.
En 2010 se fundó un colegio con su nombre, en la ciudad de Valparaíso.